# 哈扎里巴格
哈扎里巴格（Hazaribag），是印度贾坎德邦Hazaribag县的一个城镇。总人口127243（2001年）。

## 人口
该地2001年总人口127243人，其中男性67905人，女性59338人；0—6岁人口16091人，其中男8399人，女7692人；识字率75.85%，其中男性为80.54%，女性为70.49%。